# Samsung Galaxy Tab 7.0 Plus
Samsung Galaxy Tab 7.0 Plus — 7-дюймовый планшет Android, разработанный Samsung Electronics. Он был анонсирован в августе 2011 года и является обновленной версией оригинального Galaxy Tab. Устройство известно своей портативностью, высокой производительностью и доступом к широкому спектру приложений через экосистему Android.

## Обзор
Планшет принадлежит к среднему поколению серии Samsung Galaxy Tab, которая состоит из двух моделей с диагональю 10,1 дюйма, а также моделей с диагональю 8,9 дюйма, 7,0 дюйма и 7,7 дюйма.
Samsung Galaxy Tab 7.0 Plus рассматривается компанией Samsung скорее как обновление, а не как преемник оригинального Samsung Galaxy Tab 7.0.

## Функции
Galaxy Tab 7.0 Plus включает в себя такие функции, как:
- Возможности подключения: Wi-Fi 802.11 b/g/n, Bluetooth 3.0, опциональное подключение 3G
- Датчики: акселерометр, компас
- Программное обеспечение: TouchWiz UX, Samsung Apps, поддержка Adobe Flash

## Прием
После выпуска Galaxy Tab 7.0 Plus получил в целом положительные отзывы. Критики хвалили его легкий дизайн, улучшенную производительность по сравнению с предшественником и высококачественный дисплей. Однако некоторые отметили, что устройство столкнулось с жесткой конкуренцией со стороны других планшетов на рынке, особенно тех, которые работают на iOS от Apple.

## Наследие
Samsung Galaxy Tab 7.0 Plus способствовал расширению линейки планшетов Samsung и помог бренду закрепиться на рынке планшетов. За ним последовала серия Galaxy Tab 3, которая предлагала улучшенные характеристики и дополнительные функции.